# Visionarium

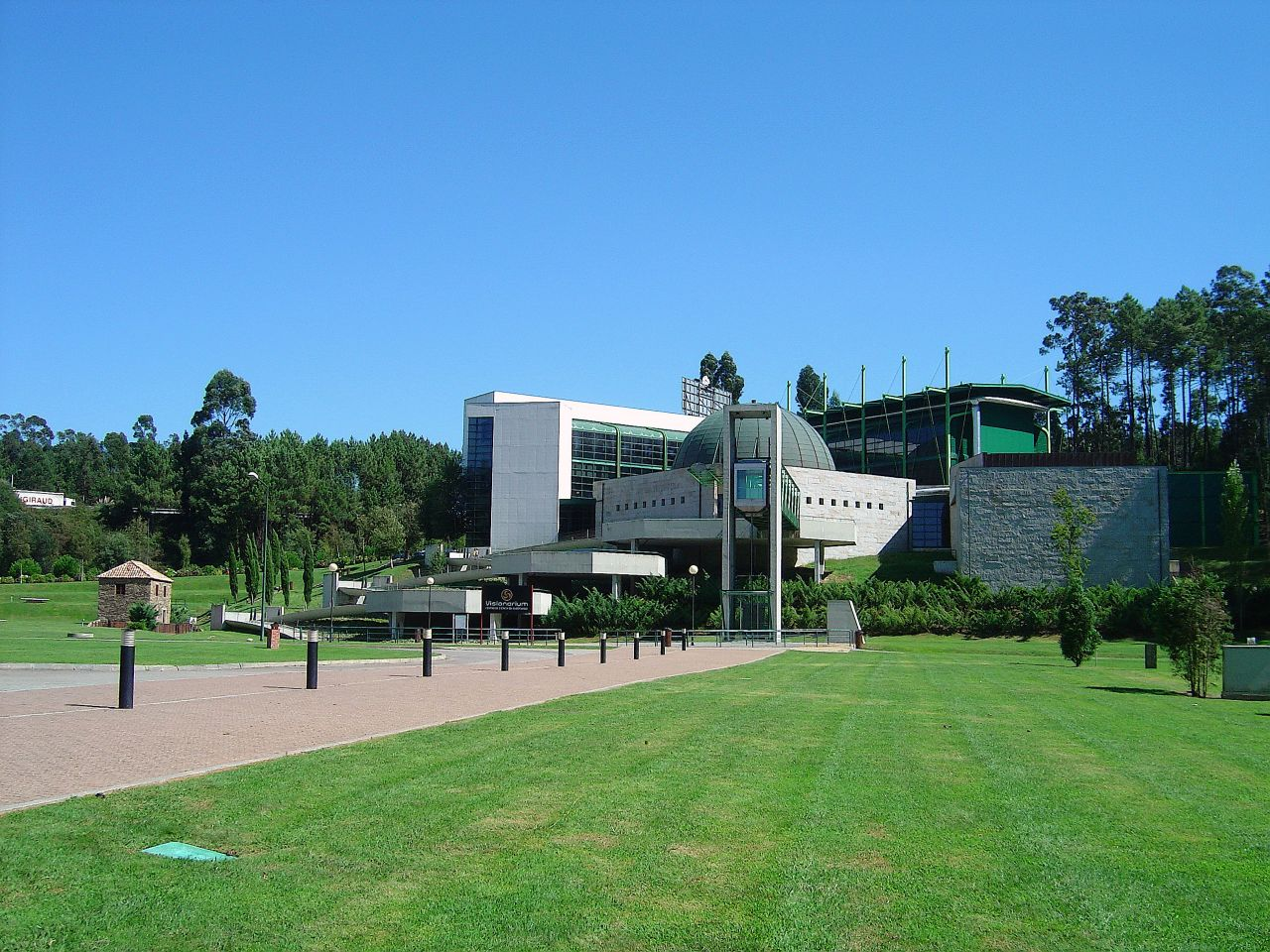
Vista exterior do Visionarium.

O Visionarium – Centro de Ciência do Europarque localiza-se em Espargo, em Santa Maria da Feira, em Portugal.
Está fechado desde Abril de 2018.
Instalado no centro de congressos do Europarque, constitui-se num espaço interativo, ex-integrante da rede de Centros Ciência Viva.
Com o recurso de tecnologias visuais e sonoras, os visitantes exploram as aventuras dos Descobrimentos marítimos nos domínios da Terra, da Matéria, do Universo, da Vida e da Informação.
Em 2018, está a ser gerido por uma diretoria diferente da original e está a ser formado um novo Visionarium sem local nem data previstos (apenas com uma previsão de abertura em setembro de 2019)

## O edifício
O edifício encontra-se implantado em um amplo espaço verde. Em seu exterior, pode-se observar uma azenha em funcionamento ou descobrir um Sistema Solar à escala, reduzido 87 milhões de vezes.
Em seu interior encontram-se cinco salas de exposição temáticas:
- Odisseia da Vida
- Odisseia da Terra
- Odisseia da Matéria
- Odisseia do Universo
- Odisseia da Informação

O visitante conta ainda com o Laboratorium, um espaço aberto, destinado a receber público diversificado, incluindo o escolar.
Em sua essência, o Visionarium é um espaço semelhante à Cidade das Ciências e da Indústria de La Villette, em Paris, França, ou ao Exploratorium de São Francisco, nos EUA, onde é possível realizar experiências manipulando os equipamentos expostos.